# ميناميونوما (نييغاتا)
مدينة ميناميونوما (بالإنجليزية: Minamiuonuma)‏ هي أحد المدن التابعة لمحافظة نييغاتا. تأسست رسميًا في 01/11/2004. ويقدر عدد سكانها بـ 62518 نسمة حسب تقدير مكتب الإحصاء الياباني لعام 2012. تبلغ مساحة ميناميونوما 584.82 كم2. بكثافة سكانية تبلغ 107 نسمة/كم2.